# Ozerne, Kovel
Ozerne (în ucraineană Озерне) este un sat în comuna Povorsk din raionul Kovel, regiunea Volînia, Ucraina.

## Demografie
Componența lingvistică a localității Ozerne
     Ucraineană (98,8%)
     Rusă (1,2%)
Conform recensământului din 2001, majoritatea populației localității Ozerne era vorbitoare de ucraineană (98,8%), existând în minoritate și vorbitori de rusă (1,2%).